# Strategia porównań poprzecznych
Strategia porównań poprzecznych (ang. cross-sectional design) – metoda badawcza, w której grupy badanych, różne pod względem wieku chronologicznego, są obserwowane i porównywane w danym momencie czasu.
Jest to metoda najczęściej używana w badaniach nad rozwojem człowieka. Badacz analizuje dane i porównuje różnice w zachowaniu, które mogą pozostawać w związku z wiekiem.
Uczestnicy w badaniu poprzecznym poddawani są w grupie eksperymentalnej bodźcom lub specjalnemu oddziaływaniu, podczas gdy badani z grupy kontrolnej – o takim samym rozkładzie wieku – nie są poddawani danej zmiennej niezależnej.
Dzięki temu naukowcy mogą badać cały interesujący ich zakres wieku w jednym badaniu. W takiej metodzie możliwe jest porównywanie ludzi, którzy nie tylko różnią się wiekiem, ale i rokiem urodzenia.